# Rio Arurão
Der Rio Arurão ist ein etwa 76 km langer linker Nebenfluss des Rio Ivaí in der Mitte des brasilianischen Bundesstaats Paraná.

## Geografie

### Lage
Das Einzugsgebiet des Rio Arurão befindet sich auf dem Terceiro Planalto Paranaense (Dritte oder Guarapuava-Hochebene von Paraná).

### Verlauf
Sein Quellgebiet liegt im Munizip Campo Mourão auf 673 m Meereshöhe etwa 9 km westlich der Ortschaft Corumbataí do Sul in der Nähe der PR-549.
Der Fluss verläuft in nordöstlicher Richtung. Er fließt zunächst auf der Grenze zwischen Campo Mourão und Corumbataí do Sul, dann zwischen Peabiru und Barbosa Ferraz und mündet dann im Munizip Fênix von links in den Rio Ivaí. Er mündet auf 296 m Höhe. Er ist etwa 76 km lang.

### Munizipien im Einzugsgebiet
Am Rio Arurão liegen die fünf Munizipien
links:
- Campo Mourão
- Peabiru

rechts:
- Corumbataí do Sul
- Barbosa Ferraz

beidseits:
- Fênix

### Nebenflüsse
links:
- Água do Galo

rechts:
- Água Morninha
- Rio do Bugre